# Thomas Koch (Handballspieler)
Thomas Koch ist ein ehemaliger deutscher Handballspieler und -trainer.
Ab 1986 spielte der auf Rechtsaußen eingesetzte Koch mit dem VfL Fredenbeck in der 2. Bundesliga, 1988 gelang der Aufstieg in die Bundesliga. Bis 1992 stand er in der höchsten deutschen Spielklasse im VfL-Aufgebot. Im März 1992 wurde Koch als neuer Trainer des gerade in die Verbandsliga aufgestiegenen, in Geestland beheimateten Turnvereins Langen vermeldet. Ende November 1996 trat Koch das Traineramt beim VfL Fredenbeck an, der sich in der Bundesliga in Abstiegsgefahr befand und am Ende der Saison 1996/97 den Klassenerhalt verpasste. Damit endete Kochs Amtszeit beim VfL. Später war er wieder beim Turnverein Langen tätig, ab Sommer 2017 war er Trainer des TSV Bremervörde in der Oberliga.